# Vitriola
Vitriola (Vederiòla in dialetto frignanese) è una frazione di Montefiorino (da cui dista circa 3 km), cittadina dell'Appennino modenese. Confina con i paesi di Montefiorino, Casola, Rubbiano, Gusciola, Farneta, con il comune di Toano (RE) (nella località di Cerredolo "Ponte Dolo") e con il comune di Palagano (nella località Savoniero).

## Geografia

### Geografia fisica
Vitriola è situata a circa 600 metri di altitudine. Il territorio è bagnato da due fiumi: il torrente Dragone e il fiume Dolo. Il primo segna il confine fra il comune di Montefiorino e quello di Palagano. Il secondo, invece, funge da confine naturale tra la provincia di Modena e quella di Reggio Emilia dalle zone dell'alto Appennino fino a Vitriola.

### Geografia politica
Il paese è suddiviso in borgate:
- La Corte, storica borgata situata nel centro del paese. Sulla facciata di un'abitazione è presente una storica frase di Benito Mussolini "L'Italia avrà il suo grande posto nel mondo".Frase di Mussolini alla Corte di Vitriola

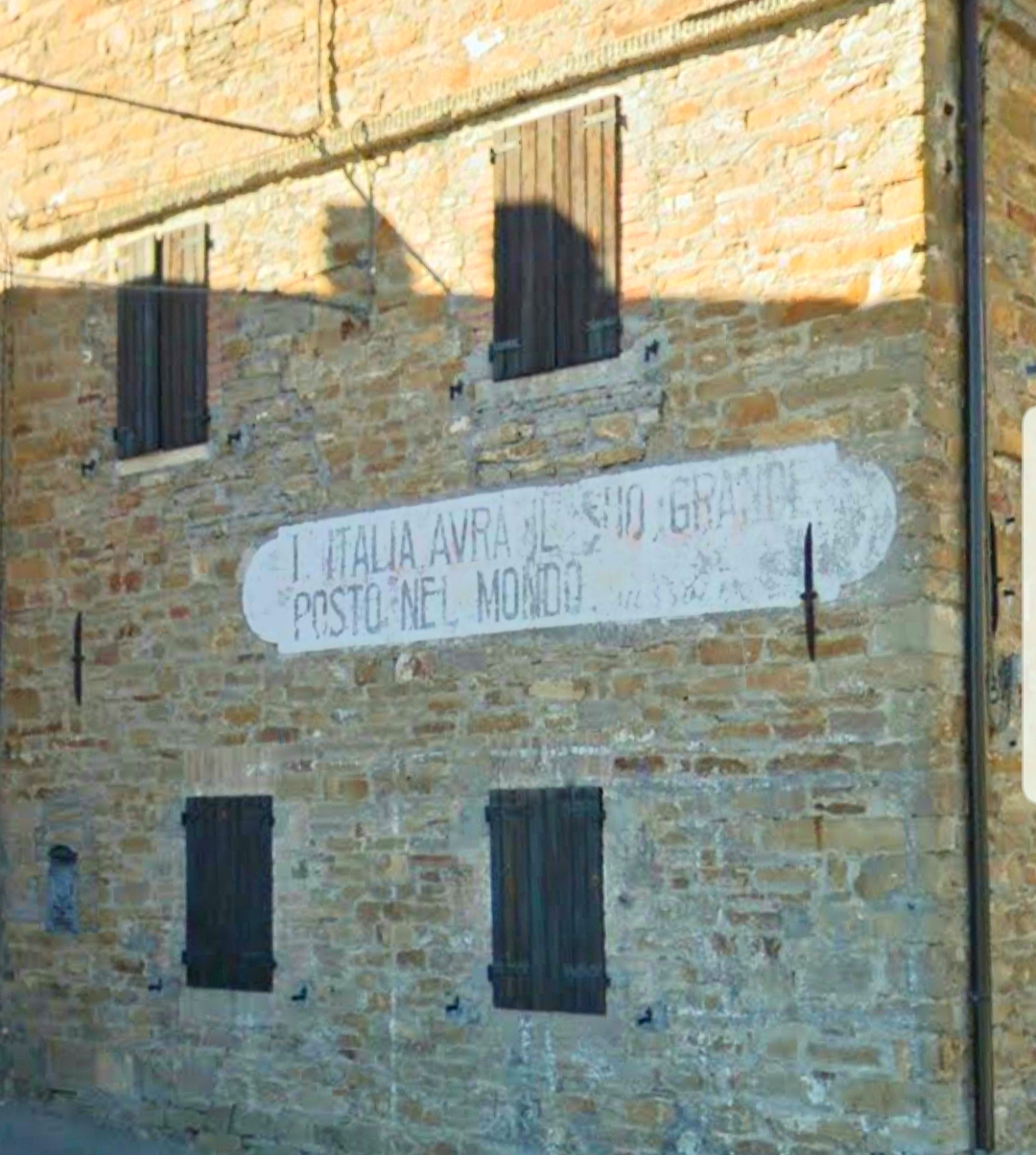
Frase di Mussolini alla Corte di Vitriola

- Casa Bongi e Casa Bellucci, nella periferia sud del paese.
- Piazza, centro del paese
- Ca' de Borlenghi e relativa borgata, oggi privata, di cui Bucciardi riporta la storia al XII secolo.
- Ca' del monte, borgata situata a nord-est.
- Pian Susino, strada secondaria che collega Casa Bongi con Ca' del monte.
- Villaggio Fontana, borgata composta da circa 15 case situata a nord, in linea d'aria direttamente sotto la Rocca di Montefiorino.
- La Serra, confina con la zona ovest del Villaggio Fontana.
- Casa Torre, borgata dominata da una casa a torre. È la prima borgata che si incontra venendo da Montefiorino.
- Gaggio, dalla famosa Villa Bucciardi fino alla Maesta di Mercato Vecchio.
- Mercato Vecchio, zona in cui nel passato era presente il mercato.
- La Ruota, nella zona sud ovest. Da qui passa la strada del "Ceratello", che collega Vitriola con Casola, senza passare per Montefiorino.
- Grovaieda, collega la Piazza alla Caldana.
- Caldana, zona della strada nuova, che parte dal ponte di Savoniero fino alla rotatoria delle Case Nuove. È per lo più conosciuta per via dello stradone che permette di raggiungere la città in breve tempo.
- Tornanti, serie di curve che collegano La Serra alla rotatoria delle Case Nuove. È il tragitto percorso dall'autobus verso Sassuolo.
- Boschi, una piccola borgata posta vicino ai Tornani.
- Case Nuove, borgata che delimita il confine con Rubbiano.
- Monte Stefano, piccola borgata limitrofa alle Case Nuove.
- Casa Quaranta, zona tra Monte Stefano e La Piana.
- La Piana, territorio sul Dolo, famoso per le fabbriche.

## Monumenti e luoghi di interesse
- Chiesa di Sant'Andrea Apostolo, fondata, secondo la tradizione, da Matilde di Canossa.[3]

## Infrastrutture e trasporti
Dalla strada principale proveniente da Montefiorino, si aprono tre vie:
- i Tornanti, strada che procede verso la città, larga e caratterizzata da molte curve, utile soprattutto durante la stagione invernale e per veicoli di grandi dimensioni.
- la Caldana, strada che passa per il centro del paese per poi scendere nei pressi della chiesa fino al nuovo stradone. È molto percorsa in quanto rapida ma con molto dislivello.
- Via Provinciale per Lama, strada che passa per il centro di Vitriola, proseguendo fino al ponte di Savoniero. Da qui si può procedere verso il comune di Palagano o verso la città passando per lo stradone.

Così come in tutta la Provincia di Modena, anche a Vitriola i trasporti pubblici sono gestiti dalla compagnia SETA. Sono due le linee che interessano il paese:
- Linea 600, cioè quella che collega Piandellagotti con Sassuolo, passando per Spervara, Montefiorino, Cerredolo, il Muraglione, Roteglia, Castellarano e la Veggia.
- Linea 602, che collega Palagano con Montefiorino e Frassinoro.

L'aeroporto più vicino è il Guglielmo Marconi di Bologna. Per quanto riguarda i treni le stazioni più vicine sono Sassuolo e Modena, mentre per l'Alta velocità sono Bologna e Reggio Mediopadana.

## Sport
Vicino alla piazza sorge un campo da calcio a 11 regolamentare, provvisto di fari per le partite serali e tribune per gli spettatori. È stato il campo ufficiale dei rossoverdi del Vitriola durante la partecipazione alle edizioni del Torneo della Montagna (competizione che vede affrontarsi le squadre dei paesi dell'Appennino). In modo particolare nell'edizione del 1973, in cui il Vitriola vinse il torneo. Dopo essere stato sotto il controllo della Chiesa, attualmente è di proprietà comunale.
Dall'altra parte della strada, invece, c'è un campo da calcetto, provvisto anche di canestri per il basket. 
Ogni anno si organizza la podistica "Giro per le borgate di Vitriola".
Vitriola ha ospitato la centoquattresima edizione del Giro d'Italia, ovvero il Giro d'Italia 2021: martedì 11 maggio 2021, i ciclisti, all'inseguimento della maglia rosa, hanno attraversato Vitriola, in particolare, da Ponte Dolo fino al Ponte di Vitriola-Savoniero, passando per le Case Nuove, Monte Stefano e la Caldana, durante la tappa Piacenza-Sestola.